# Uchi no Shishō wa Shippo ga Nai
Uchi no Shishō wa Shippo ga Nai (うちの師匠はしっぽがない) est une série de mangas japonais écrite et illustrée par TNSK. Elle est prépubliée dans le magazine Good! Afternoon depuis janvier 2019 et est publiée au format tankōbon avec un premier volume sorti le 6 septembre 2019.
Une adaptation en série télévisée animée de treize épisodes produite par Liden Films est diffusée entre septembre 2022 et décembre 2022 sous le titre My Master Has No Tail.

## Synopsis
L’histoire se déroule au cours de la période Taisho et Mameda, une jeune bake-danuki, rêve de joueur des tours aux humains. Pour cela, elle décida d’infiltrer la société des hommes en se rendant dans la ville d'Osaka, en prenant l'apparence d'une jeune fille. Maladroite, elle finit par révéler sa réelle identité et une mystérieuse femme la tire d’affaire in-extrêmis. Cette dernière dénommée Bunko, confie à la jeune fille être également une créature surnaturelle transformée, et dont l’activité principale consiste à être conteuse de rakugo. Mameda, vexée de s’être faite bernée, supplie sa bienfaitrice de lui inculquer les bases de cet art de la scène, pour tenter d’essayer de comprendre au mieux les fondements de la société humaine. 

## Personnages
Mameda (まめだ)
Voix japonaise : M.A.O
Bunko (文狐)
Voix japonaise : Hibiku Yamamura
Shirara Tsubaki (椿 しらら, Tsubaki Shirara)
Voix japonaise : Lynn
Byakudanji Tsubaki (椿 白檀治, Tsubaki Byakudanji)
Voix japonaise : Takuya Eguchi
Sakujiro (作次郎, Sakujirō)
Voix japonaise : Ayumu Murase
Omatsu (お松)
Voix japonaise : Natsuki Aikawa
Koito (小糸)
Voix japonaise : Ikumi Hasegawa
Rakuda (らくだ)
Voix japonaise : Yūichirō Umehara
Enshi Kirino (霧の圓紫, Kirino Enshi)
Voix japonaise : Ayana Taketatsu
Utaroku Ebisuya (恵比寿家 歌緑, Ebisuya Utaroku)
Voix japonaise : Akira Ishida
Buncho Daikokutei (大黒亭 文鳥, Daikokutei Bunchō)
Voix japonaise : Junichi Suwabe
Mameda's father (まめだの父, Mameda no Chichi)
Voix japonaise : Junya Enoki

## Médias

### Mangas
Uchi no Shishō wa Shippo ga Nai est écrit et illustré par TNSK. La série commence sa prépublication dans le magazine good! Afternoon le 7 janvier 2019. Kōdansha rassemble ses chapitres en volumes tankōbon individuels avec un premier volume sorti le 6 septembre 2019. Au 6 juillet 2023, onze volumes avaient été publiés. Le manga est sous licence numérique en Amérique du Nord par Kōdansha USA.

#### Liste des volumes
| no                                                                                                  | Japonais         | Japonais          |
| no                                                                                                  | Date de sortie   | ISBN              |
| --------------------------------------------------------------------------------------------------- | ---------------- | ----------------- |
| 1                                                                                                   | 6 septembre 2019 | 978-4-06-517007-6 |
| 2                                                                                                   | 6 décembre 2019  | 978-4-06-517932-1 |
| 3                                                                                                   | 7 mai 2020       | 978-4-06-519472-0 |
| 4                                                                                                   | 7 octobre 2020   | 978-4-06-520912-7 |
| 5                                                                                                   | 5 mars 2021      | 978-4-06-522663-6 |
| 6                                                                                                   | 5 août 2021      | 978-4-06-524517-0 |
| Au Japon, le tome 6 est également sorti en épisode spécial à la même date (ISBN 978-4-06-524723-5). |                  |                   |
| 7                                                                                                   | 7 janvier 2022   | 978-4-06-526555-0 |
| 8                                                                                                   | 7 juin 2022      | 978-4-06-528218-2 |
| 9                                                                                                   | 6 octobre 2022   | 978-4-06-529509-0 |
| 10                                                                                                  | 7 février 2023   | 978-4-06-530565-2 |
| 11                                                                                                  | 6 juillet 2023   | 978-4-06-532224-6 |

### Anime

Logo original de lanime.

Une adaptation en série télévisée animée est annoncée dans le numéro de septembre 2021 du good! Afternoon. Il est produit par Liden Films et réalisé par Hideyo Yamamoto, avec Touko Machida supervisant les scénarios co-écrits par Kei Shimobayashi, Aya Satsuki et Yūho Togashi. Ryō Yamauchi conçoit les personnages et est directeur de l'animation en chef. Tsukasa Yatoki, Atsushi Harada et Yuki Honda d'Arte Refact composent la musique,. La série est diffusée du 30 septembre au 23 décembre 2022 sur Tokyo MX, MBS et BS Asahi,. La chanson thème d'ouverture est Genai Yūgi (幻愛遊戯) de GARNiDELiA, tandis que la chanson thème de fin est Virginia (ヴァージニア, Vājinia) de Hinano. Sentai Filmworks obtient la licence de la série et la diffuse sur HIDIVE. Medialink obtient la licence pour la série en Asie-Pacifique et la diffuse sur la chaîne YouTube Ani-One Asia. La série est également diffusée en simulcast sur ADN.

#### Liste des épisodes
| No | Titre en français                                    | Titre original                                                               | Date de 1re diffusion |
| -- | ---------------------------------------------------- | ---------------------------------------------------------------------------- | --------------------- |
| 1  | Je deviendrai conteuse de rakugo                     | 私、落語家になるっ！ Watashi, Rakugoka ni Naru!                              | 30 septembre 2022     |
| 2  | Vole mes techniques, si tu peux                      | ウチの芸、盗めるもんなら盗んでみ Uchi no Gei, Nusumeru Mon nara Nusundemi    | 7 octobre 2022        |
| 3  | Observe-les à l'œuvre                                | よう仕事見とき Yō Shigoto Mitoki                                             | 14 octobre 2022       |
| 4  | Mieux vaut assister aux spectacles                   | 見せん下手くそより、見せる下手くそや Misen Hetakuso yori, Miseru Hetakuso ya | 21 octobre 2022       |
| 5  | Petits, moyens et gros poissons                      | メジロ、ハマチ、ブリ Mejiro, Hamachi, Buri                                   | 28 octobre 2022       |
| 6  | Vois les spectateurs comme de la nourriture          | 客は食い物！ Kyaku wa Kuimono!                                               | 4 novembre 2022       |
| 7  | C'est normal de se planter quand on démarre          | はじめの一歩は転んでなんぼ Hajime no Ippo wa Koronde Nanbo                   | 11 novembre 2022      |
| 8  | Il faut être un peu fou pour être artiste            | 正気やったら芸人やってへんねん Shōki Yattara Geinin Yatte Hennen             | 18 novembre 2022      |
| 9  | Plus rien n'a de sens, si vous n'êtes pas mon maître | 師匠じゃなきゃ意味ないんだ Shishō ja Nakya Iminain da                        | 25 novembre 2022      |
| 10 | Pourquoi pas de disciple ?                           | 何でアテはあかんのか Nande Ate wa Akan no ka                                 | 2 décembre 2022       |
| 11 | Je veux que mon art s'arrête avec toi                | オレの芸、お前で終わらせてくれよな Ore no Gei, Omae de Owarasetekure yo na   | 9 décembre 2022       |
| 12 | À quoi bon, si tu n'es pas drôle ?                   | 君が面白くちゃ意味がない Kimi ga Omoshirokucha Imiganai                      | 16 décembre 2022      |
| 13 | Mon maître m'a tout appris                           | 全部師匠が教えてくれた Zenbu Shishō ga Oshiete Kureta                        | 23 décembre 2022      |

## Réception
En 2020, le manga faisait partie des 50 nommés aux 6e Next Manga Awards dans la catégorie imprimé.